# Fondazione Stella Maris
L'IRCCS Fondazione Stella Maris è una struttura ospedaliera privata interamente dedicata alla cura, alla ricerca e alla formazione nel campo della neuropsichiatria infantile. Situato in località Calambrone, frazione del comune di Pisa, è riconosciuto come istituto di ricovero e cura a carattere scientifico (IRCCS) dal 1973.
L'ospedale è sede della scuola di specializzazione in neuropsichiatria infantile e del corso di laurea in terapia della neuro e psicomotricità dell'età evolutiva dell'Università di Pisa.

## Storia
L'ospedale nacque inizialmente come colonia estiva per volere della Pontificia Opera di Assistenza negli anni 1950 per poter accogliere orfani di guerra e bambini poveri. Solo nel 1958 la struttura stipulò una convenzione con l’Università di Pisa e divenne centro di ricerca dei disturbi del cervello e della mente nei bambini e negli adolescenti.

## Strutture
La fondazione comprende le seguenti strutture:
Presidio ospedaliero di Calambrone
- Unità operativa complessa di neurologia e neuroriabilitazione dell'età evolutiva
- Unità operativa semplice per le gravi disabilità dell'età evolutiva
- Unità operativa semplice per le urgenze psichiatriche dell'età evolutiva
- Unità operativa complessa di neuropsichiatria e psichiatria dello sviluppo
- Unità operativa complessa di medicina molecolare, neurogenetica e malattie neuromuscolari
- Unità operativa semplice di servizio autonomo di risonanza magnetica[5][6]
- Unità operativa complessa di psichiatria e psicofarmacologia dell’età evolutiva

Strutture socio-sanitarie e riabilitative
- Istituto di riabilitazione a Calambrone
- Centro diurno "La Scala" di San Miniato
- Presidio "Casa Verde" di San Miniato
- Presidio di riabilitazione di Marina di Pisa[7]

## Ricerca
Il presidio ospedaliero di Calambrone è sede della Fondazione Imago7, centro di ricerca specializzato in radiologia i cui soci fondatori sono la Fondazione Stella Maris, l'istituto Eugenio Medea, l'istituto Giannina Gaslini, l’Università di Pisa, l’ospedale pediatrico Meyer e l'azienda ospedaliero-universitaria pisana.